# Малоархангельский район
Малоарха́нгельский райо́н — административно-территориальная единица (район) и муниципальное образование (муниципальный район) в Орловской области России.
Административный центр — город Малоархангельск.

## География
Район находится в южной части Орловской области. Граничит на западе с Глазуновским, на северо-западе со Свердловским, на северо-востоке с Покровским, на юго-востоке с Колпнянским районами Орловской области, на юго-западе с Курской областью. Площадь 754,3 км².
Время
Малоархангельский район, как и вся Орловская область, находится в часовой зоне МСК (московское время). Смещение применяемого времени относительно UTC составляет +3:00.

### Климат
Климат района умеренно-континентальный (в классификации Кёппена — Dfb). Удалённость от моря и  взаимодействующие между собой северо-западные океанические и восточные континентальные массы воздуха определяют характер погоды. Зима умеренно прохладная. Периодически похолодания меняются оттепелями. Лето неустойчивое, со сменяющимися периодами сильной жары и прохлады. Среднегодовая температура воздуха составляет +5 °C — +6 °C.
Атмосферные осадки выпадают в умеренном количестве, по месяцам распределяются неравномерно — наибольшее их количество выпадает в летнее время.
Водные ресурсы
Основные реки — Сосна.

## История
Район образован 30 июля 1928 года в составе Орловского округа Центрально-Чернозёмной области, в него вошла часть территории упразднённого Малоархангельского уезда Орловской губернии.
13 июня 1934 года после ликвидации Центрально-Чернозёмной области район вошёл в состав вновь образованной Курской области.
13 июля 1944 года район вошёл в состав Орловской области.
В феврале 1963 года район был упразднён, город Малоархангельск вошёл в состав Свердловского промышленного района, а сельские территории в Колпнянский сельский район.
30 декабря 1966 года Малоархангельский район был восстановлен в прежних границах.

## Население
| 1959    | 1970    | 1979    | 1989    | 2002    | 2009    | 2010    | 2012    | 2013    |
| ------- | ------- | ------- | ------- | ------- | ------- | ------- | ------- | ------- |
| 23 497  | ↘20 828 | ↘17 287 | ↘15 558 | ↘13 798 | ↘12 301 | ↘11 520 | ↘11 211 | ↘11 000 |
| 2014    | 2015    | 2016    | 2017    | 2018    | 2019    | 2020    | 2021    | 2023    |
| ↘10 709 | ↘10 341 | ↘10 152 | ↘10 080 | ↘9948   | ↘9782   | ↘9639   | ↗9670   | ↘9363   |

### Национальный состав
По итогам переписи населения 2020 года проживали следующие национальности (национальности менее 0,1 % и другое, см. в сноске к строке «Другие»):
| Национальность | Численность, чел. | Доля     |
| -------------- | ----------------- | -------- |
| Русские        | 9213              | 95,27 %  |
| Езиды          | 77                | 0,80 %   |
| Армяне         | 41                | 0,42 %   |
| Украинцы       | 35                | 0,36 %   |
| Азербайджанцы  | 20                | 0,21 %   |
| Молдаване      | 19                | 0,20 %   |
| Другие         | 265               | 2,74 %   |
| Итого          | 9670              | 100,00 % |

### Урбанизация
В городских условиях (город Малоархангельск) проживают  37,51 % населения района.
Конфессиональный состав
Большинство населения считает себя православными. Есть также мусульмане.

## Административно-муниципальное устройство
Малоархангельский район в рамках административно-территориального устройства включает 7 сельсоветов и 1 город районного значения.
В рамках организации местного самоуправления на территории района созданы 8 муниципальных образований, в том числе 1 городское и 7 сельских поселений:
| № | Муниципальное образование           | Административный центр     | Количество населённых пунктов | Население (чел.) | Площадь (км²) |
| - | ----------------------------------- | -------------------------- | ----------------------------- | ---------------- | ------------- |
| 1 | Городское поселение Малоархангельск | город Малоархангельск      | 1                             | ↘3512            | 3,44          |
| 2 | Губкинское сельское поселение       | село Губкино               | 5                             | ↘502             | 66,59         |
| 3 | Дубовицкое сельское поселение       | село Дубовик               | 12                            | ↘441             | 89,8          |
| 4 | Ленинское сельское поселение        | деревня Каменка            | 7                             | ↘498             | 112,78        |
| 5 | Луковское сельское поселение        | село Луковец               | 28                            | ↘1129            | 178,37        |
| 6 | Октябрьское сельское поселение      | деревня Вторая Подгородняя | 10                            | ↘744             | 59,88         |
| 7 | Первомайское сельское поселение     | село Первая Ивань          | 6                             | ↘375             | 79,44         |
| 8 | Подгородненское сельское поселение  | посёлок Новая Стройка      | 23                            | ↘2162            | 164           |

## Населённые пункты
В Малоархангельском районе 92 населённых пункта
| №  | Населённый пункт        | Тип     | Население | Муниципальное образование           |
| -- | ----------------------- | ------- | --------- | ----------------------------------- |
| 1  | Акинтьево               | деревня | 56        | Первомайское сельское поселение     |
| 2  | Аладьево                | деревня | 19        | Луковское сельское поселение        |
| 3  | Александровка           | деревня | ↘180      | Ленинское сельское поселение        |
| 4  | Алисово                 | деревня | 8         | Подгородненское сельское поселение  |
| 5  | Арнаутова               | деревня | 57        | Губкинское сельское поселение       |
| 6  | Арнаутово               | деревня | 32        | Октябрьское сельское поселение      |
| 7  | Архарово                | село    | ↘160      | Дубовицкое сельское поселение       |
| 8  | Афанасовка              | деревня | 16        | Октябрьское сельское поселение      |
| 9  | Бахматские Выселки      | посёлок | 1         | Подгородненское сельское поселение  |
| 10 | Беловский               | посёлок | 25        | Дубовицкое сельское поселение       |
| 11 | Белозёровка             | деревня | ↘83       | Губкинское сельское поселение       |
| 12 | Бобылёвка               | деревня | 32        | Дубовицкое сельское поселение       |
| 13 | Бузулук                 | деревня | ↗104      | Подгородненское сельское поселение  |
| 14 | Вавилоновка             | деревня | ↗123      | Подгородненское сельское поселение  |
| 15 | Верхняя Гнилуша         | деревня | 44        | Ленинское сельское поселение        |
| 16 | Вторая Ивань            | деревня | ↘78       | Первомайское сельское поселение     |
| 17 | Вторая Подгородняя      | деревня | ↘565      | Октябрьское сельское поселение      |
| 18 | Гнилая Плота            | село    | ↘99       | Луковское сельское поселение        |
| 19 | Гринёвка                | деревня | ↗96       | Подгородненское сельское поселение  |
| 20 | Губкино                 | село    | ↘412      | Губкинское сельское поселение       |
| 21 | Дубовик                 | село    | ↘141      | Дубовицкое сельское поселение       |
| 22 | Елизаветино             | деревня | 6         | Ленинское сельское поселение        |
| 23 | Жареный                 | посёлок | 30        | Луковское сельское поселение        |
| 24 | Залипаевка              | деревня | 17        | Дубовицкое сельское поселение       |
| 25 | Зелёная Роща            | посёлок | 25        | Октябрьское сельское поселение      |
| 26 | Знаменка                | деревня | 43        | Луковское сельское поселение        |
| 27 | Каменка                 | деревня | ↘168      | Ленинское сельское поселение        |
| 28 | Каменка                 | деревня | 18        | Луковское сельское поселение        |
| 29 | Кобзево                 | деревня | 59        | Луковское сельское поселение        |
| 30 | Коновик                 | посёлок | 17        | Луковское сельское поселение        |
| 31 | Копанёвка               | посёлок | 1         | Луковское сельское поселение        |
| 32 | Корогодино              | деревня | 0         | Луковское сельское поселение        |
| 33 | Коротеево Второе        | деревня | ↘63       | Луковское сельское поселение        |
| 34 | Коротеево Первое        | деревня | ↘36       | Луковское сельское поселение        |
| 35 | Костино                 | деревня | ↘171      | Подгородненское сельское поселение  |
| 36 | Костюрино               | деревня | 30        | Октябрьское сельское поселение      |
| 37 | Кошелевка               | деревня | 33        | Губкинское сельское поселение       |
| 38 | Кузнечик Второй         | деревня | ↘93       | Луковское сельское поселение        |
| 39 | Кузнечик Первый         | деревня | ↘97       | Луковское сельское поселение        |
| 40 | Ладыгино                | деревня | 21        | Луковское сельское поселение        |
| 41 | Легостаево Второе       | деревня | ↘92       | Луковское сельское поселение        |
| 42 | Легостаево Первое       | село    | ↘70       | Луковское сельское поселение        |
| 43 | Лески                   | село    | 7         | Октябрьское сельское поселение      |
| 44 | Луковец                 | село    | ↘374      | Луковское сельское поселение        |
| 45 | Малая Плота             | деревня | ↘69       | Подгородненское сельское поселение  |
| 46 | Малоархангельск         | город   | ↘3512     | городское поселение Малоархангельск |
| 47 | Мамошино                | деревня | 66        | Октябрьское сельское поселение      |
| 48 | Мартюхино               | деревня | 27        | Дубовицкое сельское поселение       |
| 49 | Мишково                 | деревня | 46        | Дубовицкое сельское поселение       |
| 50 | Мокрое                  | деревня | 38        | Луковское сельское поселение        |
| 51 | Нижнее Архарово         | деревня | 56        | Дубовицкое сельское поселение       |
| 52 | Нижние Дворы            | деревня | 7         | Луковское сельское поселение        |
| 53 | Нижняя Гнилуша          | деревня | ↘82       | Ленинское сельское поселение        |
| 54 | Никольское              | село    | 27        | Ленинское сельское поселение        |
| 55 | Новая Стройка           | посёлок | ↘255      | Подгородненское сельское поселение  |
| 56 | Орлянка                 | село    | 34        | Подгородненское сельское поселение  |
| 57 | Остров                  | деревня | 4         | Подгородненское сельское поселение  |
| 58 | Павловка                | деревня | 25        | Подгородненское сельское поселение  |
| 59 | Пенькозавод             | посёлок | ↘86       | Октябрьское сельское поселение      |
| 60 | Первая Ивань            | село    | ↘234      | Первомайское сельское поселение     |
| 61 | Первая Подгородняя      | деревня | ↗182      | Подгородненское сельское поселение  |
| 62 | Пересуха                | деревня | 45        | Подгородненское сельское поселение  |
| 63 | Петровка                | деревня | ↘218      | Ленинское сельское поселение        |
| 64 | Петровка                | деревня | 9         | Подгородненское сельское поселение  |
| 65 | Писарево                | деревня | 0         | Дубовицкое сельское поселение       |
| 66 | Плещеевский Завод       | посёлок | 62        | Луковское сельское поселение        |
| 67 | Подкопаево              | деревня | ↘93       | Луковское сельское поселение        |
| 68 | Покровское              | деревня | 65        | Дубовицкое сельское поселение       |
| 69 | Прилепы                 | посёлок | 1         | Луковское сельское поселение        |
| 70 | Прогресс                | деревня | ↗17       | Подгородненское сельское поселение  |
| 71 | Прогресс                | посёлок | ↘333      | Подгородненское сельское поселение  |
| 72 | Прозорово               | деревня | 5         | Луковское сельское поселение        |
| 73 | Протасово               | село    | ↘187      | Подгородненское сельское поселение  |
| 74 | Репьёвка                | деревня | ↗139      | Октябрьское сельское поселение      |
| 75 | Рогатый                 | посёлок | ↘275      | Луковское сельское поселение        |
| 76 | Саловка                 | деревня | ↗226      | Подгородненское сельское поселение  |
| 77 | Семёновка               | деревня | 9         | Подгородненское сельское поселение  |
| 78 | Серебряный              | посёлок | 1         | Октябрьское сельское поселение      |
| 79 | Сидоровка               | деревня | 8         | Подгородненское сельское поселение  |
| 80 | Сосенский               | посёлок | 0         | Луковское сельское поселение        |
| 81 | Станция Малоархангельск | посёлок | ↘695      | Подгородненское сельское поселение  |
| 82 | Удерёво                 | деревня | 34        | Подгородненское сельское поселение  |
| 83 | Упалое Второе           | село    | 43        | Луковское сельское поселение        |
| 84 | Упалое Первое           | деревня | 9         | Луковское сельское поселение        |
| 85 | Фёдоровка               | деревня | 40        | Дубовицкое сельское поселение       |
| 86 | Хитрово                 | село    | ↘195      | Первомайское сельское поселение     |
| 87 | Хмелевое                | село    | 17        | Первомайское сельское поселение     |
| 88 | Цуриково                | село    | ↘69       | Первомайское сельское поселение     |
| 89 | Юдинка                  | деревня | 18        | Подгородненское сельское поселение  |
| 90 | Юдино                   | деревня | 11        | Дубовицкое сельское поселение       |
| 91 | Языково                 | деревня | 16        | Луковское сельское поселение        |
| 92 | Ясная Поляна            | деревня | 18        | Губкинское сельское поселение       |

Упразднённые населённые пункты:
- 1998 год — деревни Онегино Ленинского и Егурново Луковского сельсоветов[28].

## Фотогалерея

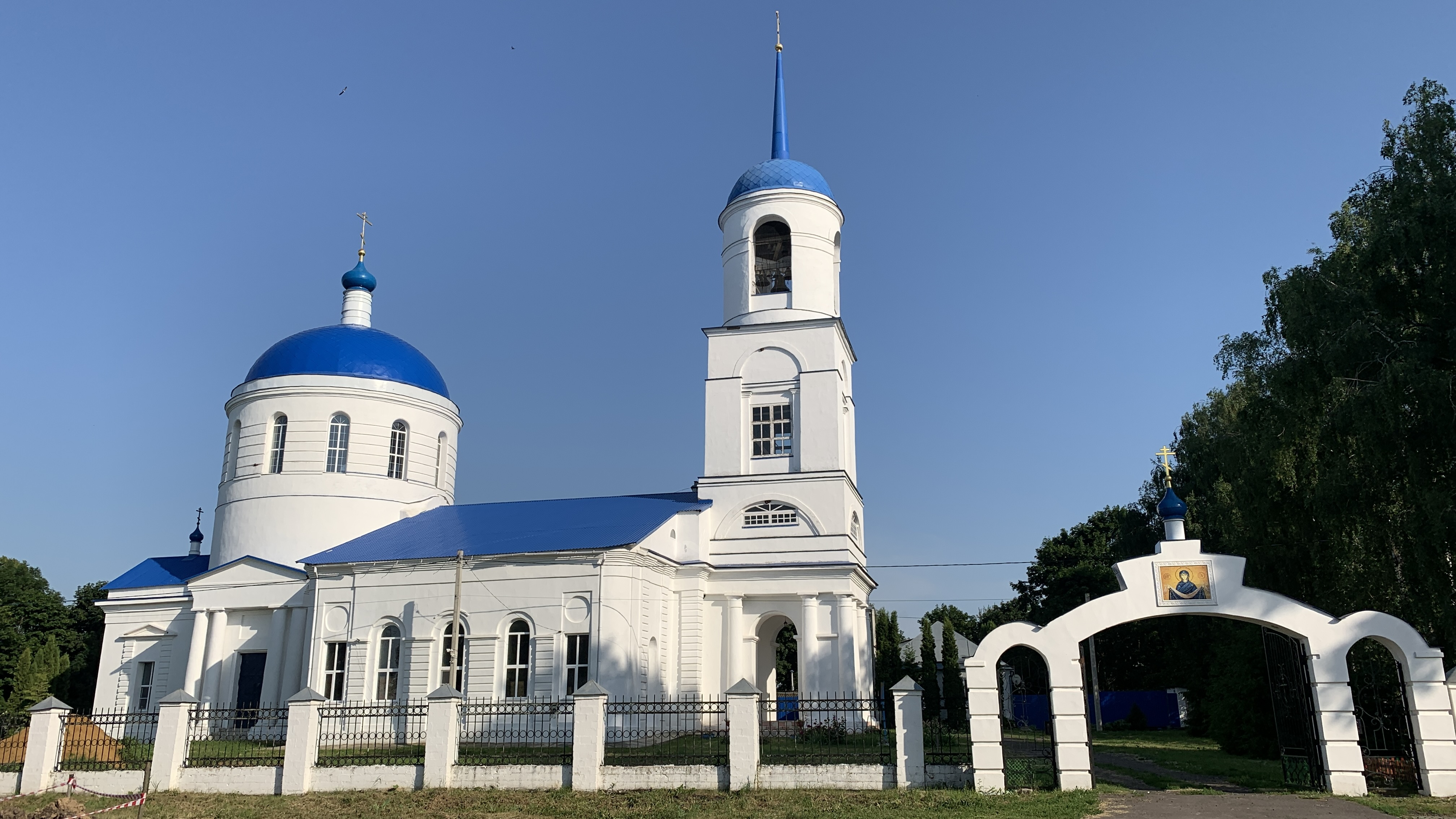
Покровская церковь в селе Архарово
Протасовский мемориал
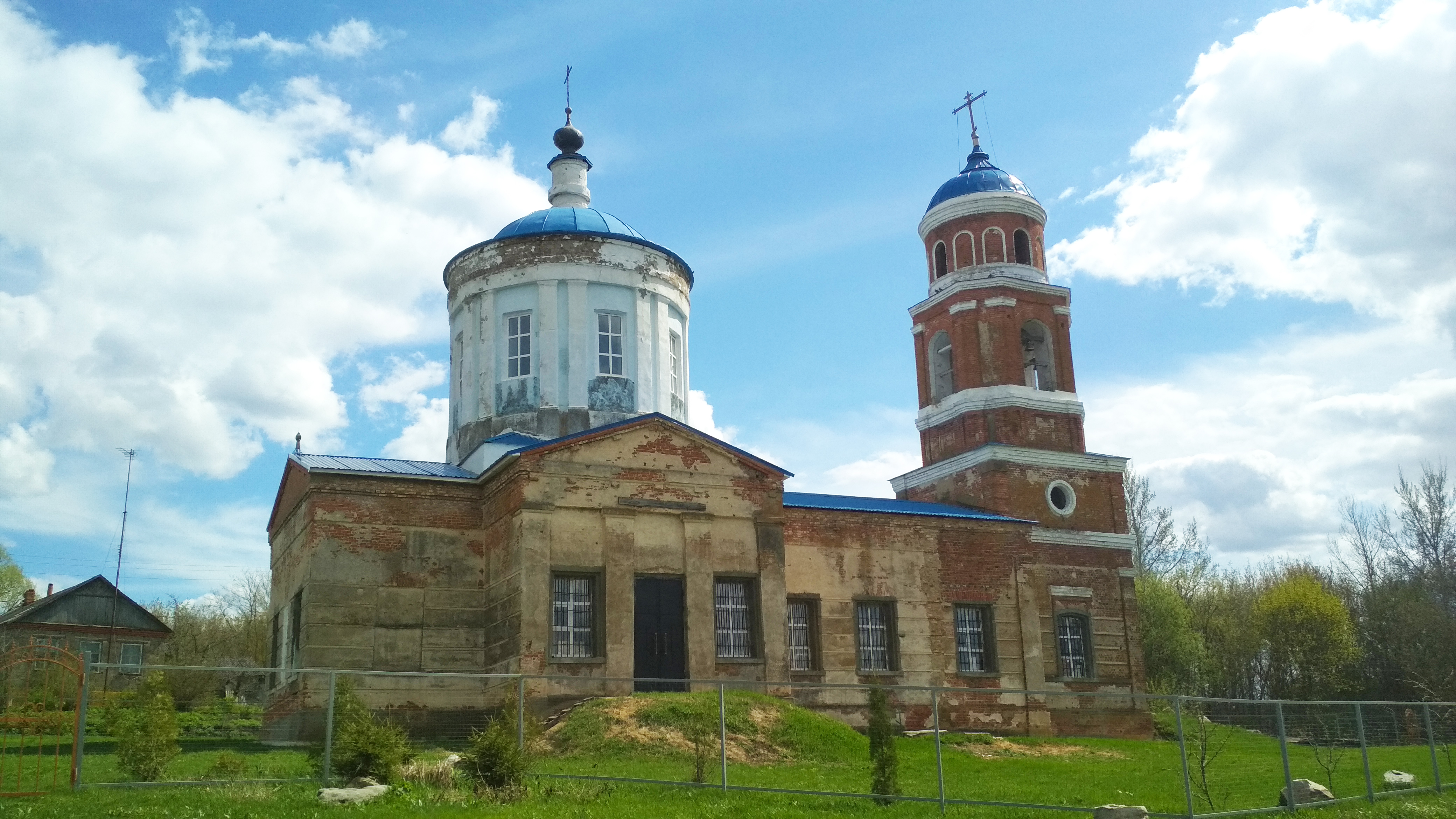
Покровская церковь в селе Лески
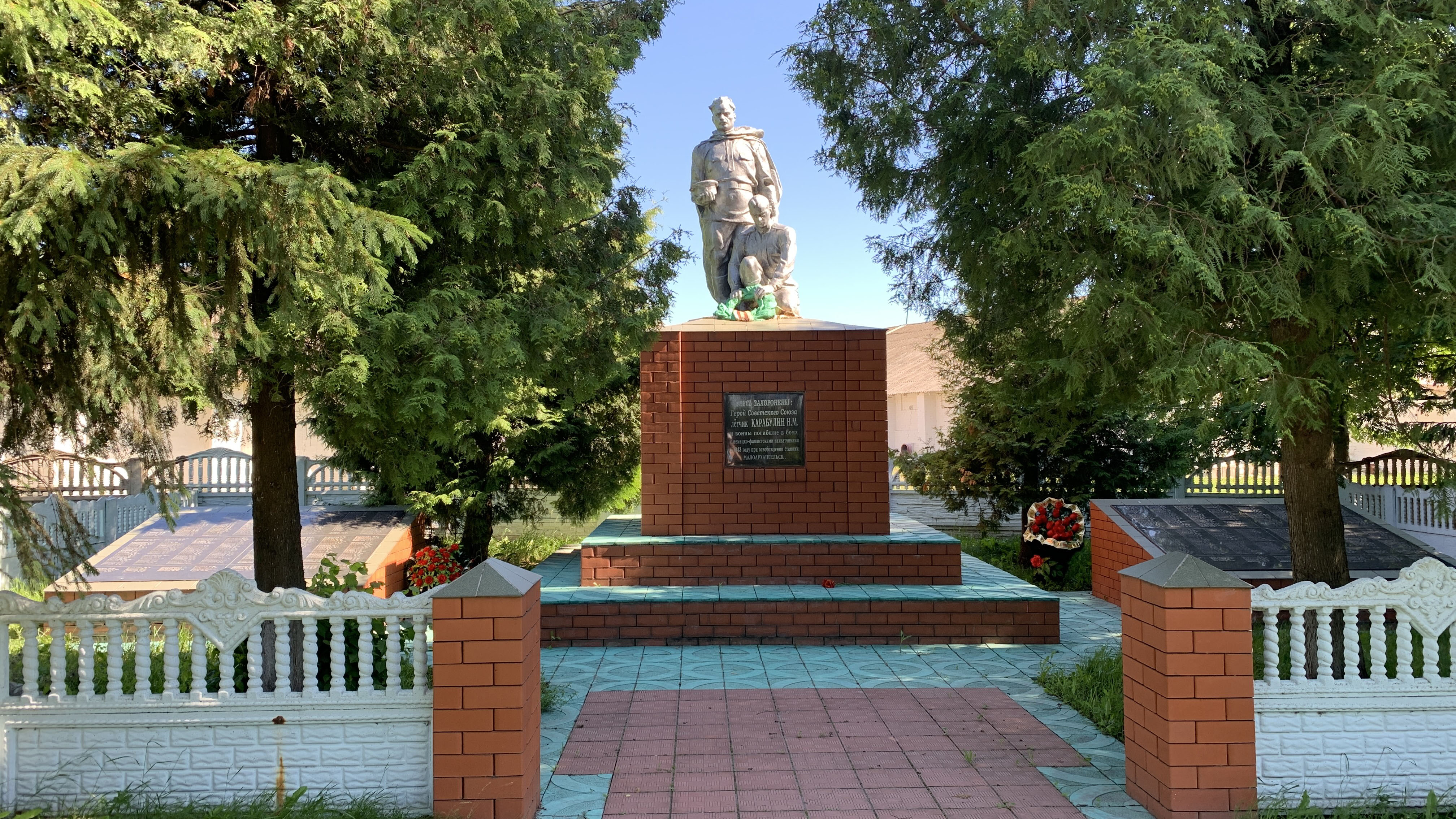
Братская могила советских воинов на Станции Малоархангельск
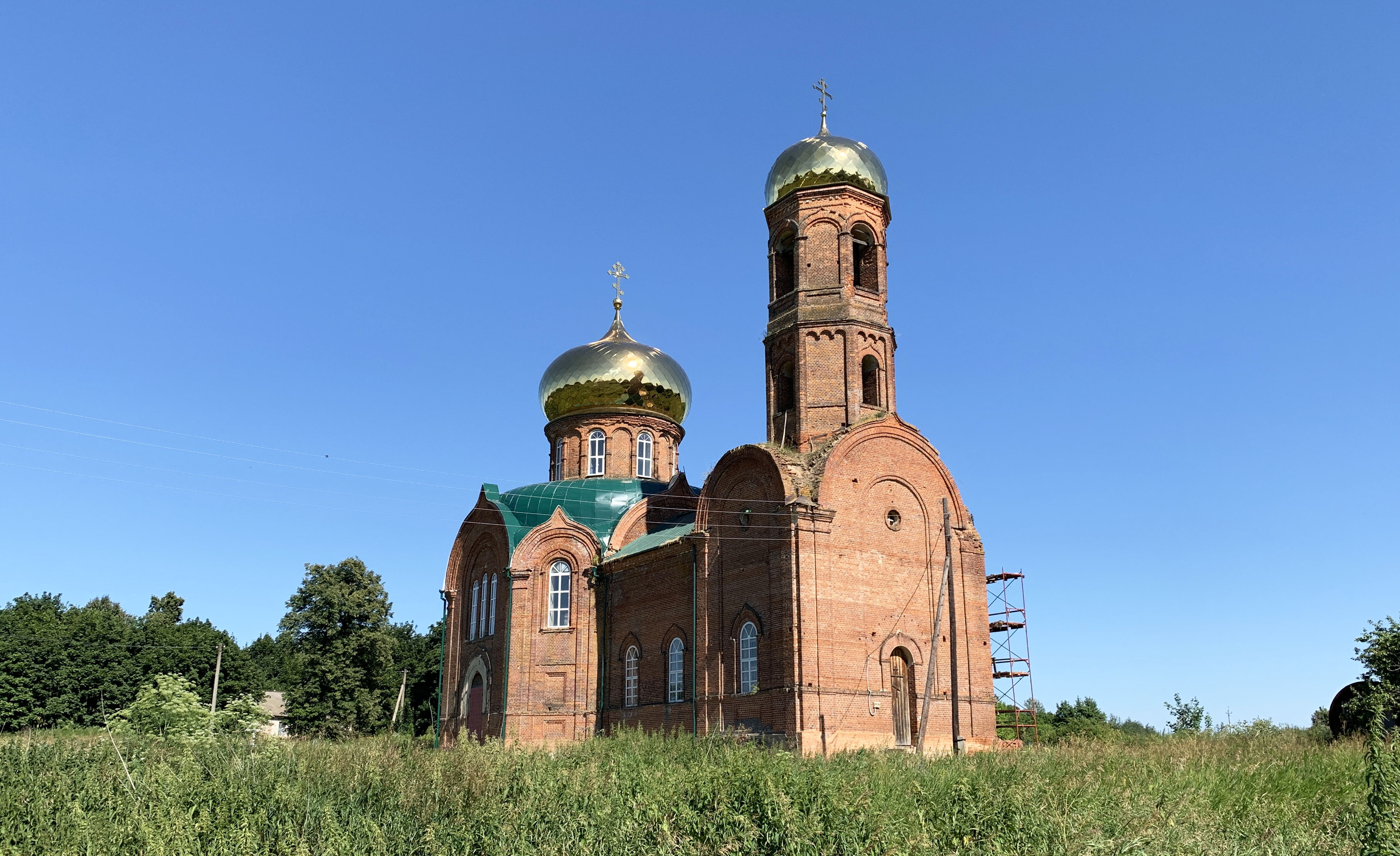
Церковь Николая Чудотворца в селе Упалое Второе
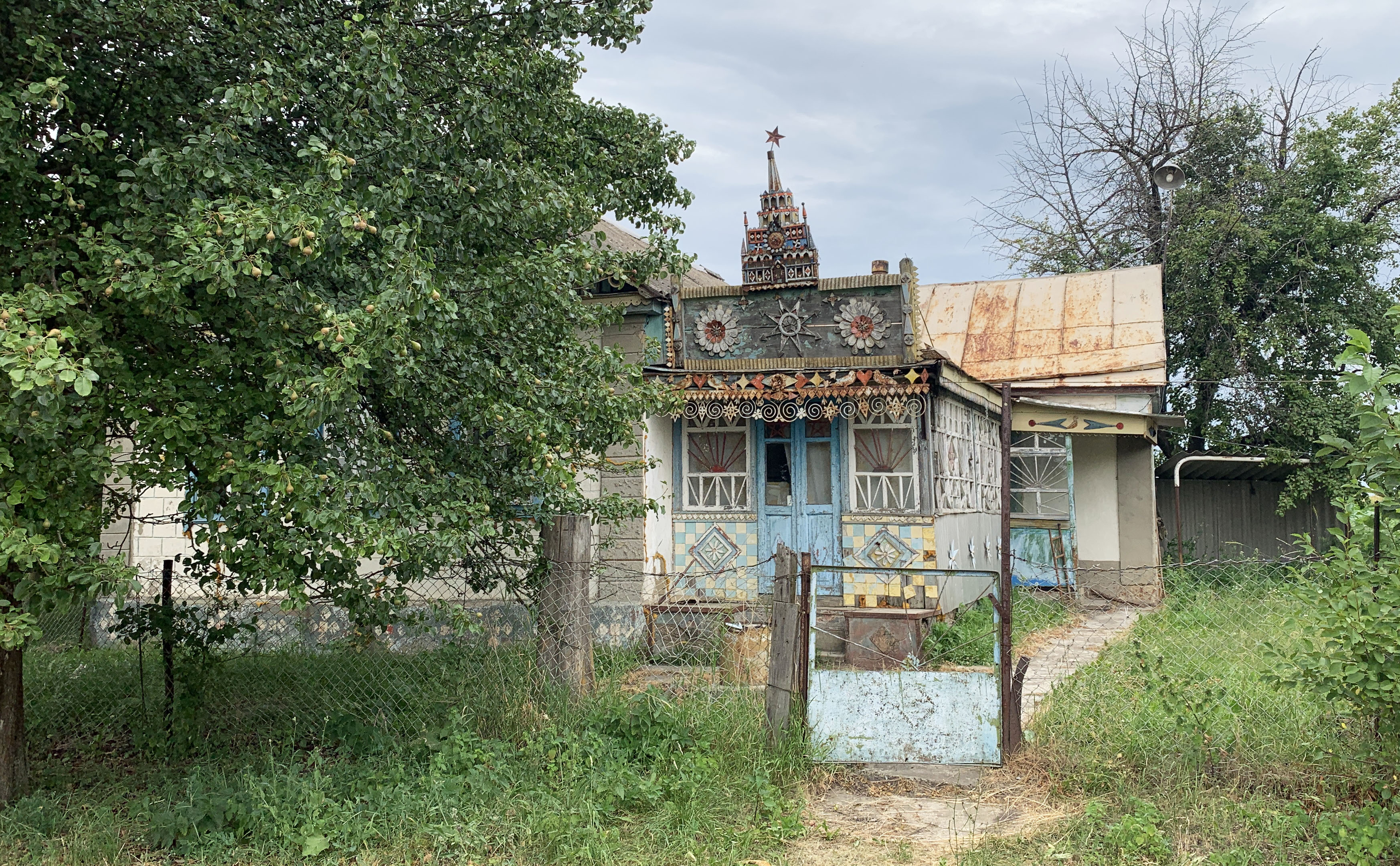
"Кремль" в деревне Кобзево